# Piipunkoppajärvi
Piipunkoppajärvi är en sjö i Pajala kommun i Norrbotten och ingår i Torneälvens huvudavrinningsområde.